# Francisco António Nunes Pimentel Gomes
Francisco António Nunes Pimentel Gomes (Fazenda, Lajes das Flores, 1956 — ) é um historiador e jornalista açoriano natural da localidade da Fazenda, concelho de Lajes das Flores. Tem-se dedicado ao estudo da história da ilha das Flores tendo desde 1984 feito a recolha de importantes documentos para a preservação futura e para um melhor entendimento do que é viver naquela ilha.
Aliás, esta actividade de investigação histórica valeu-lhe, de resto, já em 1986, a atribuição do Prémio Revelação Os Dez Mais, do jornal Correio dos Açores, de Ponta Delgada.
Tem também proferido várias palestras, pincipalmente na ilha das Flores, na ilha do Faial e na ilha de São Miguel, palestras esses quase sempre relacionadas com a história da ilha das Flores. É sócio e dirigente do Núcleo Cultural da Horta e colaborador da Enciclopédia Açoriana. 
Foi professor do ensino básico, tendo integrado, depois, o quadro de pessoal técnico da Administração Regional. Foi também diretor do jornal Correio da Horta, ilha do Faial, entre Julho de 1987 e Dezembro de 1996.

## Obras
- Subsídios para a História da Ilha das Flores (1984);
- Imprensa na Ilha das Flores – A História Possível (1985);
- O Canal da América (1988);
- A Caça à Baleia nas Flores (1988);
- Flores e Corvo – O Outro Arquipélago (1989);
- Autonomia Administrativa Distrital (1996);
- A Ilha das Flores: da redescoberta à actualidade (Subsídios para a sua História) (1997; 2.ª edição, revista e ampliada, em 2003);
- Famílias da Ilha das Flores (Vila das Lajes e freguesias da Fazenda e do Lajedo) (1998);
- Casais das Flores e do Corvo (Extractos dos assentos de casamento 1675-1911) (2006);
- Naufrágios e outros eventos nos mares das Flores e do Corvo (2015);
- Genealogias da Ilha das Flores (Açores) (2017).